# August Liebmann Mayer
August Liebmann Mayer (Griesheim, 27 ottobre 1885 – Auschwitz, 12 marzo 1944) è stato uno storico dell'arte tedesco, anche curatore e collezionista; era specializzato nella pittura spagnola del Secolo d'Oro.
A causa delle sue origini ebraiche fu allontanato dall'incarico di professore e la sua collezione d'arte fu saccheggiata; catturato dai nazisti dopo l'espatrio in Francia, venne assassinato ad Auschwitz.

## Biografia
Mayer nacque a Griesheim dal commerciante Jonas Mayer e Bertha Liebmann. Studiò archeologia e germanistica nelle università di Monaco e di Berlino, dove fu discepolo dello svizzero Heinrich Wölfflin, eminente rappresentante del movimento formalista. Conseguì il dottorato di ricerca nel 1907 con una tesi su Jusepe Ribera, poi pubblicata. Dopo qualche viaggio, Mayer lavorò gratuitamente presso l'Alte Pinakothek di Monaco, finché, nel 1914, ottenne un impiego come curatore. Durante la prima guerra mondiale Mayer prestò servizio in un'unità di fanteria, tornando al mondo dell'arte al termine del conflitto.
Nel 1920 Mayer divenne curatore capo presso l'Alte Pinakothek e professore associato presso l'Università di Monaco. La sua conoscenza dell'arte spagnola era ampiamente apprezzata; allo studio della storia di questa fu infatti il primo ad applicare una metodologia moderna.

### Persecuzione nazista
Con l'ascesa dei nazisti, Mayer fu costantemente attaccato, in particolare dal simpatizzante nazista e antisemita Luitpold Dussler (1895–1976), professore a contratto di storia dell'arte alla Technische Hochschule di Monaco. Alla fine venne costretto a dimettersi da tutti i suoi incarichi.
Il 24 marzo 1933 Mayer fu arrestato dai nazisti, maltrattato e anche torturato, spingendolo a tentare il suicidio il 15 giugno 1933. Fu rilasciato nel luglio 1933 dopo un terzo tentativo di suicidio. Come tutti gli altri ebrei in Germania, fu sottoposto a sanzioni finanziarie e confische: la sua casa a Tutzing fu sequestrata e fu obbligato a vendere beni personali, comprese le opere d'arte.
Nel 1935 fuggì in Francia con la famiglia; finanziariamente era in rovina, ma in grado di riprendere la propria attività. Nel 1939 fu arrestato dalle autorità francesi, ma rilasciato dopo l'intervento di alcuni amici. Nel febbraio 1944, mentre si nascondeva nel sud della Francia a Nizza, Mayer fu nuovamente arrestato. Internato a Drancy il 13 febbraio 1944, il 7 marzo Mayer fu deportato ad Auschwitz, dove fu assassinato il 12 marzo 1944.

## Collezione d'arte: saccheggi nazisti e restituzioni
Mayer possedeva una consistente collezione d'arte, che fu costretto a vendere o venne sequestrata dall'organizzazione nazista ERR. I tentativi di individuare e recuperare le opere d'arte espropriate sono stati oggetto di numerosi articoli di stampa.
Nel 2012 il Museo Nazionale Bavarese ha restituito alla figlia di Mayer una statua barocca in bronzo raffiugrante Mercurio.
Nel 2014 la Francia decise di restituire alla figlia ottantaquattrenne Angelika Mayer un dipinto sottratto dai nazisti nel 1943.
Nel 2015 il Louvre restituì il Ritratto di uomo, un dipinto del XVII secolo attribuito a un seguace del pittore italiano tardorinascimentale Giovanni Battista Moroni.
Nel 2020 la trecentesca Madonna che allatta il Bambino con i santi Lorenzo e Margherita di Jacopo di Cione è stata venduta in un'asta di Sotheby's dopo l'accordo raggiunto tra la collezione di Hester Diamond e gli eredi Mayer.
È noto che Mayer possedesse anche il dipinto del XVI secolo Natura morta con selvaggina di Juan Sánchez Cotán (ora all'Art Institute of Chicago). Si suppone che lo abbia fatto vendere dalla casa d'aste di Hugo Helbing a Monaco il 24-25 novembre 1933.

## Pubblicazioni
- Jusepe de Ribera (lo Spagnoletto), dissertazione del 1907, Verlag Hiersemann, Lipsia 1908 (copia digitale)
- (curatela): Die Meisterlieder des Hans Folz aus der Münchener Originalhandschrift und der Weimarer Handschrift. Q. 566 mit Ergänzungen aus anderen Quellen Weidmann Verlag, Berlino 1908; ristampa Hildesheim 2001, ISBN 3-615-17212-4
- Toledo, Verlag E. A. Seemann, Lipsia 1910
- Die Sevillaner Malerschule, Lipsia 1911
- Geschichte der spanischen Malerei, 2 Bände, Lipsia 1913, 1922
- Segovia, Avila und El Eskorial, Lipsia 1913
- Murillo. Des Meisters Werke in 287 Abbildungen, DVA, Stuttgart, Berlino 1913
- Kleine Velazques-Studien, Monaco 1913
- El Greco. Eine Einführung in das Leben und Wirken des Domenico Theotocopuli genannt El Greco, Monaco, Delphin Verlag, 3ª edizione 1916
- (conErich von der Bercken) Handbuch der Kunstwissenschaft Band 13: Malerei der Renaissance in Italien, Band 2, Malerei des 15. und 16. Jahrhtds. in Oberitalien. Athenaion, Berlin-Neubabelsberg 1917
- Grünewald. Der Romantiker des Schmerzes, Delphin-Verlag, Monaco 1917
- (curatela): Expressionistische Miniaturen des deutschen Mittelalters, Delphin Verlag, Monaco 1918
- Bartolomé Esteban Murillo. Der Maler der Betteljungen und Madonnen, Delphin Verlag, Monaco 1918
- Don Gil von den toten Hosen, Lustspiel von Tirso de Molina. Für die deutsche Bühne von August L. Mayer; Johannes von Guenther. Verlag Müller, Monaco 1918
- Alt-Spanien, Müller & Rentsch Verlag, Monaco 1921
- Der spanische Nationalstil des Mittelalters, E. A. Seemann, Lipsia 1922 (Bibliothek der Kunstgeschichte 23)
- Mittelalterliche Plastik in Spanien, Delphin Verlag, Monaco 1922
- Gotische Portalskulpturen in Spanien, E. A. Seemann, Lipsia 1923 (Bibliothek der Kunstgeschichte 68)
- Francisco de Goya, Bruckmann, Monaco 1922 (ristampato da Kessinger Publishing. Whitefish Montana 2007, ISBN 978-1-4325-8275-3)
- Mittelalterliche Plastik in Italien. Delphin Verlag, Monaco 1923
- Spanische Barock-Plastik, Monaco 1923
- con Erich von der Bercken: Jacopo Tintoretto, Monaco 1923
- Anthonis van Dyck. O. C. Recht, Monaco 1923
- Diego Velazquez, Berlin 1924
- La pintura española (Collezione Labor 73-74), Editoral Labor, Barcellona 1926
- Dominico Theotocopuli El Greco: Kritisches und illustriertes Verzeichnis des Gesamtwerkes, F. Hanfstaengl, Monaco 1926
- con Erich von der Bercken: Die Malerei der Früh- und Hochrenaissance in Oberitalien, Potsdam 1927
- Die Darmstädter Pessach-Haggadah: Mit einer Gesamtbibliographie der Haggadah. Codex orientalis 8 der Landesbibliothek zu Darmstadt aus dem 8. Jahrhundert, Hrsg. von Bruno Italiener unter Mitwirkung von Aaron Freimann, August L. Mayer und Adolf Schmid, Verlag Hiersemann, Lipsia 1927
- Gotik in Spanien, Lipsia 1928
- El Greco, Berlino 1931
- Velazquez. A catalogue raisonné of the Pictures and Drawings, Faber and Faber Limited, Londra 1936
- Introduzione a: Adolf Reifenberg: Denkmäler der jüdischen Antike, Schocken Verlag, Berlino 1937 (Schocken Bücherei 75/76)